# Peter Wimars
Peter Wimars, auch Peter Wym(m)ar, Petrus de Ercelens oder Peter von Erkelenz genannt, (* in Erkelenz; † 16. Februar 1494 in Kues an der Mosel) war Sekretär des Kardinals Nikolaus von Kues und Stiftsdechant in Aachen.

## Leben
Von Peter Wimars ist weder der Geburtstag bekannt, noch wo er seine Studienjahre verbracht hat. Bevor er 1457 als Kanonikus in das Aachener Marienstift aufgenommen wurde, war er Sekretär des Kardinals Nikolaus von Kues, den er in den Jahren 1451/52 auf dessen Legationsreisen durch Deutschland begleitet hatte und dem er zeitlebens in enger Freundschaft verbunden blieb. Der sterbende Nikolaus von Kues diktierte ihm 1464 sein Testament.
Als 1466 der damalige Dechant des Aachener Marienstifts starb, hielt sich Peter Wimars offensichtlich für längere Zeit in Rom auf. Dort übertrug ihm Papst Paul II., dem die Verleihung dieser Amtswürden vorbehalten war, das einflussreiche Amt des Stiftsdechanten am Marienstift zu Aachen, das unter anderem in Erkelenz Eigentümer allen Grund und Bodens war. Im darauffolgenden Jahr 1467 hielt er sich im Auftrag des Papstes am Hofe des Königs Kasimir IV. von Polen auf, um ihn zu einem Kreuzzug gegen den gebannten Böhmenkönig Georg von Podiebrad zu bewegen. Von 1471 an waltete er dann in Aachen seines Amtes als Stiftsdechant und nahm als solcher 1486 am Krönungsmahl des römisch-deutschen Königs Maximilian I. im Kaisersaal des Aachener Rathauses teil.
Aufgrund der langjährigen freundschaftlichen Beziehung zu Nikolaus von Kues wurde er 1488 auch Rektor des von diesem 1458 zu Kues an der Mosel gestifteten St. Nikolaus-Hospitals. Aber schon zwei Jahre später gab er dieses Amt wieder auf und verzichtete 1491 zugunsten seines Verwandten Wimar Wimars aus Erkelenz auch auf seine Dechantenstelle in Aachen. Er zog sich in das Hospital zu Kues zurück, wo er am 16. Februar 1494 verstorben ist und auf dem dortigen Kirchhof auch begraben liegt. Sein Grabstein aus rotem Sandstein befindet sich noch heute eingemauert an der Außenseite des Kreuzganges.
Der Pfarrkirche zu Erkelenz hatte er 1490 ein Altarbenefizium zu Ehren Mariens gestiftet, das mit einer beachtlichen Armenstiftung für 13 Hausarme verbunden war und 60 Gulden und 19 Malter Roggen betrug. Der Stiftungsbrief des Dechanten Peter Wimars bestimmte ausdrücklich, dass der Roggen den Armen zum Backen von Brot zuzuteilen sei. Im Aachener Suermondt-Ludwig-Museum befand sich noch Anfang des 20. Jahrhunderts eine silbervergoldete Tischglocke mit der Gravur: „Petrus Wimari de Ercklens, decanus Aquensis, 1485“.

## Ehrung
In Erkelenz ist der Peter-Wimar-Weg nach ihm benannt. (Unter irrtümlicher Auslassung des s beim Familiennamen)